# Шингирлау
Шингирла́у (каз. Шыңғырлау) — село, центр Чингірлауського району Західноказахстанської області Казахстану. Адміністративний центр та єдиний населений пункт Чингірлауського сільського округу.
У радянські часи село мало статус смт. До 2010 року називалось Чингірлау.
Населення — 7639 осіб (2021; 7005 у 2009, 6722 у 1999, 7769 у 1989).